# Friedrich von Rochow
Friedrich Leopold Harry von Rochow (12 de agosto de 1881 -  17 de agosto de 1945) foi um adestrador e oficial alemão, medalhista olímpico.

## Carreira
Friedrich von Rochow representou seu país nos Jogos Olímpicos de 1912, na qual conquistou a medalha de prata no CCE por equipes, e no individual.